# Prix Isidora-Sekulić
Pour les articles homonymes, voir Sekulić.
Le prix Isidora-Sekulić (en serbe cyrillique : Награда Исидора Секулић ; en serbe latin : Nagrada Isidora Sekulić) est un prix littéraire serbe décerné chaque année début juin par la municipalité de Savski venac à Belgrade, en l'honneur de l'écrivaine Isidora Sekulić qui y a vécu. Il est décerné à un écrivain ayant publié l'année d'avant.

## Lauréats
Les principaux lauréats du prix sont les suivants :
- 2020 : Slobodan Mandić pour Panonski palimpsesti (Palimpsestes pannoniens) et Duh priče i druga imena (L'esprit des récits et autres noms)
- 2019 : Nina Savčić Vlasnik svega našeg
- 2018 : Aleksandar Gatalica pour Poslednji argonaut (Le dernier Argonaute)
- 2017 : Uglješa Šajtinac pour Žena iz Huareza (Une femme de Juárez)
- 2015 : Svetislav Basara pour Anđeo atentata (Ange d'assassinat)
- 2014 : David Albahari pour Životinjsko carstvo (Le Règne animal)[1]
- 2013 : Sonja Veselinović pour Krosfejd[2],[3]
- 2012 : Žaneta Đukić Perišić pour Pisac i priča – Stvaralačka biografija Ive Andrića
- 2011 : Slobodan Vladušić pour Crnjanski, megalopolis[4]
- 2010 : Vladan Matijević pour Vrlo malo svetlosti (Un rien de lumière)
- 2009 : Đorđe Milosavljević pour Đavo i mala gospođa (Le Diable et la petite Dame)
- 2008 : Vladislav Bajac pour Hamam Balkanija
- 2007 : Mirjana Bjelogrlić-Nikolov pour Priče za dosadno popodne (Histoires pour un après-midi d'ennui)
- 2006 : Zoran Živković pour Most (Le Pont)
- 2005 : Ratomir Damjanović pour Džonijev solo (Le solo de Johnny)
- 2004 : Ivana Hadži-Popović pour Zamka (Piège)
- 2003 : Vladeta Jerotić pour Putovanja, zapisi, sećanja (Voyages, Dossiers, Souvenirs)
- 2002 : Boris Miljković pour Čaj na Zameleku (L'heure du thé à Zamalek)
- 2001 : Milovan Stanković pour Sve o porodici Fuler (Tout sur la famille Fuller)
- 2000 : Mirjana Novaković pour Strah i njegov sluga (La Peur et son valet)
- 1997 : Ratko Adamović pour Besmrti Kaleb (Kaleb l'immortel)[5]
- 1992 : Petar Pijanović pour Proza Danila Kiša (La Prose de Danilo Kiš)
- 1985 : Danko Popović pour Knjiga o Milutinu (Un livre sur Milutin)
- 1983 : Slobodan Zubanović pour Domaći duh (L'esprit de la maison)[6]
- 1981 : Nikola Milošević, qui a refusé le prix
- 1980 : Radoslav Bratić pour  Sumnja u biografiju (Soupçon de Biographie)
- 1979 : Milovan Danojlić pour Zmijin svlak (Peau de serpent)
- 1976 : Tanja Kragujević pour Mitsko u Nastasijevićevom delu
- 1976 : Mirjana Pavlović pour Zajednički imenitelj (Le Dénominateur commun)
- 1971 : Svetozar Vlajković pour Neko drugo leto (Une autre année)
- 1969 : Miroslav Josić Višnjić pour Lepa Jelena (La belle Jelena)
- 1967 : Živojin Pavlović pour Dve večeri u jesen (Deux soirées d'automne)

Parmi les autres lauréats de ce prix figurent aussi Svetlana Velmar-Janković, Miroslav Maksimović, Jovan Radulović, Vidosav Stevanović, Ljubomir Simović, Rajko Petrov Nogo et Branislav Petrović.